# Сомматіно
Сомматіно (італ. Sommatino, сиц. Summatinu) — муніципалітет в Італії, у регіоні Сицилія, провінція Кальтаніссетта.
Сомматіно розташоване на відстані близько 530 км на південь від Рима, 105 км на південний схід від Палермо, 18 км на південь від Кальтаніссетти.
Населення — 7110 осіб (2014).
Щорічний фестиваль відбувається 4 грудня. Покровитель — Santa Barbara.

## Демографія
Населення за роками:

Станом на 1 січня 2023 року в муніципалітеті офіційно проживав 121 іноземець з 18 країн, серед них 67 громадян країн Євросоюзу.

## Сусідні муніципалітети
- Кальтаніссетта
- Делія
- Маццарино
- Наро
- Равануза
- Рієзі